# Ньель, Ксавье
Ксавье Ньель (фр. Xavier Niel; род. 25 августа 1967, Кретей, Франция) — французский миллиардер, известный как основатель, владелец и председатель совета директоров французской телекоммуникационной группы Iliad. Он также является совладельцем газеты Le Monde и владеет частью прав на песню My Way. С апреля 2011 года член Национального цифрового совета (фр. Conseil national du numérique, CNN).
По данным журнала Forbes на март 2021 года Ньель занимал 12-е место во Франции и 269-е в мире с состоянием около $9,4 млрд.

## Биография
Ксавье Ньель родился и вырос в городе Кретей (департамент Валь-де-Марн), недалеко от Парижа. Отец — француз-католик, работал консультантом по патентам в фармацевтической компании. Мать — еврейка немецкого происхождения. В 14 лет отец подарил Ксавье первый в его жизни компьютер, Sinclair ZX81. В 16 лет он увлёкся компьютерной информационной системой «Минитель», являвшейся предшественником Интернета во Франции. В 1984 году Ньель начал предпринимательскую карьеру в сфере телекоммуникационных и информационных услуг, создав эротический чат «Розовый Минитель» (фр. Minitel rose). В 1987 году он бросил подготовительный класс, решив не поступать в университет, а сосредоточиться на работе в сфере услуг в сети «Минитель». В 1991 году Ксавье купил компанию Fermic Multimedia, позже переименованную в Iliad. В 1995 году он создал компанию Worldnet, первого интернет-провайдера во Франции. В декабре 2000 года Ньель продал предприятие за 40 миллионов евро.
В 1998 году Ксавье создал новую компанию — Free. В 2002 году она осуществила прорыв на французском рынке телекоммуникационных услуг, начав предоставлять по низкой цене по одному кабелю широкополосного доступа одновременно три сервиса — высокоскоростной доступ в Интернет, кабельное телевидение и телефонную связь. В 2012 году Iliad занимала второе место во Франции по предоставлению широкополосного доступа к Интернету (бренды Free и Alice), имея около 4,5 млн абонентов, примерно 23 % рынка. 99,3 % своей чистой выручки от продаж группа зарабатывала на интернет-услугах (доступ к интернету, кабельное ТВ по ADSL, веб-хостинг (Online.net, 2-е место во Франции), регистрация доменных имен и т. д.), оставшиеся 0,7 % давали другие направления бизнеса (услуги фиксированной телефонной связи (One.Tel и Iliad Telecom) и завершения вызова (Kedra), услуги по каталогу и страхового брокера Assunet.com). В результате капитализация компании превышает 6,1 млрд евро.
Развивая интернет-услуги, Ньель одновременно инвестировал в пип-шоу и секс-шопы Парижа и Эльзаса. В 2009 году вместе с другими инвесторами он купил права на песни Клода Франсуа, в том числе My Way. Кроме того, Ксавье вложился в несколько стартапов: информационные сайты Mediapart и Bakchich, технологическая компания Ateme и музыкальный веб-сервис Deezer, систему электронных платёжных услуг Square. Участник холдинговой компании Free Minds, которая помогала финансировать новостной сайт Atlantico.
В марте 2010 года Ксавье и франко-израильский инвестор Джереми Берреби основали частный инвестиционный фонд Kima Ventures. С февраля 2010 по ноябрь 2011 года фонд инвестировал свои средства в 130 компаний в 18 странах мира, благодаря чему Business Insider назвал Ньеля и Берреби самыми активными ангел-инвесторами в мире.
В конце 2010 года Ньель, Матье Пига и Пьер Берже за $150 млн приобрели 64 % акций газеты Le Monde, оказавшейся на грани банкротства. Новые владельцы, проведя реструктуризацию компании, смогли добиться, чтобы Le Monde впервые за последние десять лет стала прибыльной.
В сентябре 2011 года Ньель, а также Жак-Антуан Гранжон и Марку Симончини основали Европейскую школу интернет-специалистов (фр. l’Ecole Europeenne des Metiers de l’Internet, l’EEMI).

## Обвинение в сутенёрстве
28 мая 2004 года Ксавье Ньель был заключен под стражу по обвинению в сутенёрстве. Произошло это после того как в результате четырёхлетнего расследования было обнаружено, что в одном из пип-шоу в Страсбуре, совладельцем которого был Ксавье, практиковалась проституция. 30 августа 2005 года следственный судья Рено ван Рюмбеке снял обвинение в сутенёрстве.
27 октября 2006 года 11-я палата парижского уголовного суда признала Ньеля виновным в сокрытии доходов от пип-шоу на сумму 200 000 евро в период с 2001 по 2004 годы, приговорив предпринимателя к двум годам лишения свободы условно и штрафу в размере 250 тыс. евро. Всего за время расследования дела Ньель провёл в тюрьме месяц.
Позднее этот скандал привёл к тому, что президент Франции Николя Саркози был недоволен сделкой по продаже Le Monde, самой популярной в мире газеты на французском языке. Дело в том, что её новыми владельцами помимо Ксавье Ньеля, хозяина секс-шопов и пип-шоу, ранее обвинённого в проституции, стали Матье Пига, известный как сподвижник Доминика Стросс-Кана, и Пьер Берже, бывший ранее любовником Ива Сен-Лорана.

## Награды
- 6 сентября 2006 год — Le Figaro посвятил Ньелю две страницы.
- 2007 год — журнал Challenges включил Ньеля в список «100 величайших людей, которые делают мир».
- ноябрь 2009 — Ньель получил награду «Менеджер года радио BFM»[13].
- февраль 2011 — журнал GQ назвал Ньеля «самым влиятельным человеком 2010 года»[14].
- 6 октября 2011 — во втором издании Hub Ньель назван «Личность года в цифровой индустрии»[15].
- 31 декабря 2021 — Кавалер ордена Почётного легиона[16].
- 17 ноября 2024 — Кавалер ордена Святого Карла (Монако)[17].
- 26 февраля 2025 — Орден «За заслуги» II степени (Украина) — За значительный личный вклад в укрепление межгосударственного сотрудничества, поддержку суверенитета Украины и территориальной целостности, популяризацию Украинского государства в мире[18].

## Личная жизнь
У Ксавье Ньеля двое детей. Увлекается катанием на лыжах.

## Источник
- Клэр о’Коннор «Отец французского интернета — выскочка и миллиардер» Архивная копия от 25 марта 2012 на Wayback Machine. Forbes.ru, 23.03.2012